# Leporinus
Leporinus es un género de peces de la familia Anostomidae y del orden de los Characiformes.

## Especies
Actualmente hay 83 especies reconocidas en este género, ya que en 2016, 9 especies fueron trasladadas al género Megaleporinus.
| - Leporinus acutidens (Valenciennes, 1837) - Leporinus affinis (Günther, 1864) - Leporinus agassizii (Steindachner, 1876) - Leporinus aguapeiensis (Amaral Campos, 1945) - Leporinus alternus (C. H. Eigenmann, 1912) - Leporinus amae (Godoy, 1980) - Leporinus amazonicus (dos Santos & Zuanon, 2008) - Leporinus amblyrhynchus (Garavello & Britski, 1987) - Leporinus apollo (Sidlauskas, Mol & Vari, 2011) - Leporinus arcus (C. H. Eigenmann, 1912) - Leporinus aripuanaensis (Garavello & dos Santos, 1981) - Leporinus badueli (Puyo, 1948) - Leporinus bahiensis (Steindachner, 1875) - Leporinus bimaculatus (Castelnau, 1855) - Leporinus bistriatus (Britski, 1997) - Leporinus bleheri (Géry, 1999) - Leporinus boehlkei (Garavello, 1988) - Leporinus britskii (Feitosa, dos Santos & Birindelli, 2011) - Leporinus brunneus (G. S. Myers, 1950) - Leporinus copelandii (Steindachner, 1875) - Leporinus crassilabris (Borodin, 1929) - Leporinus cylindriformis (Borodin, 1929) - Leporinus desmotes (Fowler, 1914) - Leporinus ecuadorensis (C. H. Eigenmann & Henn, 1916) - Leporinus falcipinnis (Mahnert, Géry & So. Muller, 1997) - Leporinus fasciatus (Bloch, 1794) - Leporinus friderici (Bloch, 1794) - Leporinus geminis (Garavello & dos Santos, 2009) - Leporinus gomesi (Garavello & dos Santos, 1981) - Leporinus gossei (Géry, Planquette & Le Bail, 1991) - Leporinus granti (C. H. Eigenmann, 1912) - Leporinus guttatus (Birindelli & Britski, 2009) - Leporinus holostictus (Cope, 1878) - Leporinus jamesi (Garman, 1929) - Leporinus jatuncochi (Ovchynnyk, 1971) - Leporinus klausewitzi (Géry, 1960) - Leporinus lacustris (Amaral Campos, 1945) - Leporinus lebaili (Géry & Planquette, 1983) - Leporinus leschenaulti (Valenciennes, 1850) - Leporinus maculatus (J. P. Müller & Troschel, 1844) - Leporinus marcgravii (Lütken, 1875) - Leporinus melanopleura (Günther, 1864) | - Leporinus melanopleurodes (Birindelli, Britski & Garavello, 2013) - Leporinus melanostictus (Norman, 1926) - Leporinus microphthalmus (Garavello, 1989) - Leporinus moralesi (Fowler, 1942) - Leporinus multifasciatus (Cope, 1878) - Leporinus nattereri (Steindachner, 1876) - Leporinus niceforoi (Fowler, 1943) - Leporinus nigrotaeniatus (Jardine, 1841) - Leporinus nijsseni (Garavello, 1990) - Leporinus octofasciatus (Steindachner, 1915) - Leporinus octomaculatus (Britski & Garavello, 1993) - Leporinus ortomaculatus (Garavello, 2000) - Leporinus pachyurus (Valenciennes, 1850) - Leporinus parae (C. H. Eigenmann, 1908) - Leporinus paralternus (Fowler, 1914) - Leporinus paranensis (Garavello & Britski, 1987) - Leporinus pearsoni (Fowler, 1940) - Leporinus pellegrinii (Steindachner, 1910) - Leporinus piau (Fowler, 1941) - Leporinus pitingai (dos Santos & Jégu, 1996) - Leporinus platycephalus (Meinken, 1935) - Leporinus punctatus (Garavello, 2000) - Leporinus reticulatus (Britski & Garavello, 1993 - Leporinus santosi (Britski & Birindelli, 2013) - Leporinus sexstriatus (Britski & Garavello, 1980) - Leporinus silvestrii (Boulenger, 1902) - Leporinus spilopleura (Norman, 1926) - Leporinus steindachneri (C. H. Eigenmann, 1907) - Leporinus steyermarki (Inger, 1956) - Leporinus striatus (Kner, 1858) - Leporinus subniger (Fowler, 1943) - Leporinus taeniatus (Lütken, 1875) - Leporinus taeniofasciatus (Britski, 1997) - Leporinus tigrinus (Borodin, 1929) - Leporinus trimaculatus (Garavello & dos Santos, 1992) - Leporinus uatumaensis (dos Santos & Jégu, 1996) - Leporinus unitaeniatus (Garavello & dos Santos, 2009) - Leporinus vanzoi (Britski & Garavello, 2005) - Leporinus venerei (Birindelli & Britski, 2008) - Leporinus wolfei (Fowler, 1940) - Leporinus y-ophorus (C. H. Eigenmann, 1922) |